# Поль Робер
Поль Робер (19 жовтня 1910 року, Шлеф — 11 серпня 1980, Мужен) — французький філолог-романіст і лексикограф.

## Біографія і доробок

### Ідея нового словника французької мови
Поль Роберт виріс у Алжирі, вивчав право в Алжирському та Паризькому університетах, докторський ступінь отримав 1945 року. Тема його дисертації: «Цитрусові у світі та розвиток їхньої культури в Алжирі» («Les agrumes dans le monde et le développement de leur culture en Algérie», Париж, 1947).
Робера здавна захоплювали так звані «Аналогічні словники», традицію яких у Франції заклали такі лексикографи, як Прюданс Буассьєр, Поль Руе та Шарль Марке. У своїх лексикографічних міркуваннях Робер спирався також на зразки словників англійської мови і не в останню чергу на досвід роботи в армії із шифруванням повідомлень. Ідея Робера полягала в тому, щоб користувач міг не лише шукати рідкісне слово (наприклад: троглодит), але й знаходити його, якщо він цього слова не знає. 1945 року він виявив, що для цього достатньо помістить «важке» слово в статтю концептуально пов'язаного з ним «легкого» слова (наприклад, у статті «печера» помістити додаткове слово: «мешканець печер: троглодит»). Для систематичного запису цих семантичних зв'язків достатньо перерозподілити визначення «складних» слів, додавши їх до інших (напр. троглодит = мешканець печер, перерозподілений у: Печера, мешканець печер: троглодит). Повний перерозподіл словникових визначень було досягнуто за допомогою мережі волонтерів.

### Словник Ґран Робер
На другому етапі Поль Робер усвідомив відсутність сучасного цитувального словника французької мови, оскільки у Франції досі домінував величезний і гідний захоплення, але абсолютно застарілий словник Еміля Літтре. Тому Робер зібрав групу працівників (здебільшого невідомих та фахово непідготовлених лексикографів) у Касабланці (пізніше в Парижі) через оголошення у великих французьких щоденних газетах й за півтора десятиліття у заснованому ним видавництві під назвою «Société du Nouveau Littré» створив «лексикографічне диво». Шість томів під назвою Dictionnaire alphabétique et analogique de la langue française. Les mots et les Association d'idées (1953—1964, пізніші видання під назвою Ґранд Роберт (великий Робер) визнали як професіонали, так і широко освічена громадськість.

### Інші словникиLe Robert
Завдяки своїм співробітникам Алену Рею, Жосетт Рей-Дебов та Анрі Котте, які за 15 років роботи у видавництві здобули чималий досвід Робер створив однотомний словник Le Petit Robert на 2000 сторінок . Dictionnaire alphabétique et analogique de la langue française (1967), а також ще компактніший Micro Robert (1971, зараз Robert Micro). Крім того, було створено численні дидактичні та спеціальні словники майже всіх типів, двомовні словники, а також багатотомні та однотомні лексикони з енциклопедичною інформацією.
На початку своєї діяльності Поль Робер супроводжував свою лексикографічну роботу невтомною рекламою та лобіюванням. Його співробітники набули академічну кваліфікацію, визнання та численні відзнаки. Завдяки поєднанню лексикографічного генія (без будь-якої лінгвістичної підготовки), організаторського таланту та вдалої маркетингової стратегії ім'я Роберт стало синонімом «словника» і залишилося таким після смерті Поля Роберта 1980 року.

### Відзнаки
Робер був командором Почесного легіону.

## Праці
- Paul Robert, La politique d'isolement économique, Domat-Montchrestien, Paris
- Paul Robert, Les agrumes dans le monde et le développement de leur culture en Algérie (Thèse de doctorat), Université de Paris, Faculté de droit et des sciences économiques, Paris.
- 1964, Dictionnaire alphabétique et analogique de la langue française, Paris, SNL Le Robert
- 1965, Aventures et mésaventure d'un dictionnaire, Paris, SNL Le Robert
- 1967, Le Petit Robert, Paris, SNL Le Robert
- 1980, Au fil des ans et des mots, Paris, Robert Laffont [deux volumes : tome 1, Les semailles ; tome 2 : Le grain et le chaume (спогади)